# Liste der griechischen Abgeordneten zum EU-Parlament (1989–1994)
Die Liste der griechischen Abgeordneten zum EU-Parlament (1989–1994) listet alle griechischen Mitglieder des 3. Europäischen Parlaments nach der Europawahl in Griechenland 1989.

## Mandatsstärke der Parteien
- KdL: 3
- VEL: 1
- SOC: 9
- EVP: 10
- EDA: 1

- KdL: 3
- SPE: 9
- NI: 1
- EVP-ED: 10
- EDA: 1

| Nationale Partei                          | Mandate               | Fraktion |
| ----------------------------------------- | --------------------- | --- |
| Nea Dimokratia (ND)                       | 10                    | Fraktion der Europäischen Volkspartei (EVP)Fraktion der Europäischen Volkspartei und 000europäischer Demokraten (EVP-ED) (ab Mai 1992) |
| Panellinio Sosialistiko Kinima (PASOK)    | 09                    | Sozialistische Fraktion (SOC)Fraktion der Sozialdemokratischen Partei Europas (SPE) (ab 21. April 1993)                                |
| Synaspismos (SYN)                         | 03                    | Koalition der Linken (KdL) |
| Synaspismos (SYN)                         | 02 (ab 8. März 1990)  | Koalition der Linken (KdL) |
| Synaspismos (SYN)                         | 01 (ab 19. Feb. 1992) | Koalition der Linken (KdL) |
| Neo Aristero Revma (NAR)                  | 01 (ab 8. März 1990)  | Koalition der Linken (KdL) |
| Kommunistische Partei Griechenlands (KKE) | 01 (ab 19. Feb. 1992) | Koalition der Linken (KdL) |
| Dimokratiki Ananeosi (DIANA)              | 01                    | Fraktion der Sammlungsbewegung der Europäischen Demokraten (EDA)                                                                       |
| Synaspismos (SYN)                         | 01                    | Fraktion der Vereinigten Europäischen Linken (VEL)                                                                                     |
| Synaspismos (SYN)                         | 0 (ab 12. Jan. 1993)  | Fraktion der Vereinigten Europäischen Linken (VEL)                                                                                     |
| Synaspismos (SYN)                         | 01 (ab 12. Jan. 1993) | Fraktionslose Abgeordnete (NI) |
| Gesamt                                    | 24                    | |

## Abgeordnete
| Bild | MEP                      | von               | bis               | Partei | Fraktion   | Anmerkungen                             |
| ---- | ------------------------ | ----------------- | ----------------- | ------ | ---------- | --------------------------------------- |
|      | Alexandros Alavanos      | 25. Juli 1989     | 18. Juli 1994     | SYN    | KdL        |                                         |
|      | Georgios Anastassopoulos | 25. Juli 1989     | 18. Juli 1994     | ND     | EVP/EVP-ED |                                         |
|      | Paraskevas Avgerinos     | 25. Juli 1989     | 18. Juli 1994     | PASOK  | SOC/SPE    |                                         |
|      | Menelaos Chatzigeorgiou  | 25. April 1990    | 18. Juli 1994     | ND     | EVP/EVP-ED | Nachgerückt für Marietta Giannakou      |
|      | Efthymios Christodoulou  | 25. Juli 1989     | 11. April 1990    | ND     | EVP        | Nachrücker: Georgios Zavvos             |
|      | Dimitrios Dessylas       | 25. Juli 1989     | 18. Juli 1994     | SYNNAR | KdL        | Parteiwechsel am 7. März 1990           |
|      | Vassilis Ephremidis      | 25. Juli 1989     | 18. Juli 1994     | SYNKKE | KdL        | Parteiwechsel am 18. Februar 1992       |
|      | Marietta Giannakou       | 25. Juli 1989     | 11. April 1990    | ND     | EVP        | Nachrücker: Menelaos Chatzigeorgiou     |
|      | Emmanouil Karellis       | 21. Oktober 1993  | 18. Juli 1994     | PASOK  | SPE        | Nachgerückt für Jeorjos Romeos          |
|      | Sotiris Kostopoulos      | 25. Juli 1989     | 18. Juli 1994     | PASOK  | SOC/SPE    |                                         |
|      | Efstathios Lagakos       | 25. Juli 1989     | 18. Juli 1994     | ND     | EVP/EVP-ED |                                         |
|      | Panayotis Lambrias       | 25. Juli 1989     | 18. Juli 1994     | ND     | EVP/EVP-ED |                                         |
|      | Dionysios Livanos        | 25. Juli 1989     | 22. November 1993 | PASOK  | SOC/SPE    | Nachrücker: Georgios Raftopoulos        |
|      | Dimitrios Nianias        | 25. Juli 1989     | 18. Juli 1994     | DIANA  | EDA        |                                         |
|      | Dimitrios Pagoropoulos   | 25. Juli 1989     | 18. Juli 1994     | PASOK  | SOC/SPE    |                                         |
|      | Mihalis Papagiannakis    | 25. Juli 1989     | 18. Juli 1994     | SYN    | VELNI      | Fraktionsauflösung am 12. Januar 1993   |
|      | Christos Papoutsis       | 25. Juli 1989     | 18. Juli 1994     | PASOK  | SOC/SPE    |                                         |
|      | Ioannis Pesmazoglou      | 25. Juli 1989     | 18. Juli 1994     | ND     | EVP/EVP-ED |                                         |
|      | Filippos Pierros         | 25. Juli 1989     | 18. Juli 1994     | ND     | EVP/EVP-ED |                                         |
|      | Georgios Raftopoulos     | 25. November 1993 | 18. Juli 1994     | PASOK  | SOC/SPE    | Nachgerückt für Dionysios Livanos       |
|      | Jeorjos Romeos           | 25. Juli 1989     | 13. Oktober 1993  | PASOK  | SOC/SPE    | Nachrücker: Emmanouil Karellis          |
|      | Panayotis Roumeliotis    | 25. Juli 1989     | 18. Juli 1994     | PASOK  | SOC/SPE    |                                         |
|      | Georgios Saridakis       | 25. Juli 1989     | 18. Juli 1994     | ND     | EVP/EVP-ED |                                         |
|      | Pavlos Sarlis            | 25. Juli 1989     | 18. Juli 1994     | ND     | EVP/EVP-ED |                                         |
|      | Ioannis Stamoulis        | 25. Juli 1989     | 18. Juli 1994     | PASOK  | SOC/SPE    |                                         |
|      | Konstantinos Stavrou     | 25. Juli 1989     | 18. Juli 1994     | ND     | EVP/EVP-ED |                                         |
|      | Konstantinos Tsimas      | 25. Juli 1989     | 18. Juli 1994     | PASOK  | SOC/SPE    |                                         |
|      | Georgios Zavvos          | 25. April 1990    | 18. Juli 1994     | ND     | EVP/EVP-ED | Nachgerückt für Efthymios Christodoulou |